# Parodije simbola ihtisa
Simbol ihtis ili "Isusova riba", koji se obično rabi za iskazivanje pripadnosti ili naklonosti kršćanstvu, ponekad je predmet satire, posebice kada resi odbojnike ili prtljažnike automobila često u obliku priljepljivih značaka izrađenih od kromirano obojene plastike. Premda simbol ihtis datira tisućljećima unatrag, sadašnji satirički prikazi prilično su nedavna porijekla. Dalje su navedeni neki primjeri takvih satira.

## Darwinova riba
Darwinova je riba simbol ihtisa s prikačenim "evoluiranim" udovima i stopalima te riječju Darwin ispisanom unutar njega (nalik riječi ΙΧΘΥΣ ili Isus pronađenoj u nekim kršćanskim inačicama). Ona simbolizira znanstvenu teoriju evolucije, čije je temelje postavio Charles Darwin, nasuprot kreacionizmu, koji se često povezuje s kršćanstvom. Darwinova riba pokazuje stiliziranu sličnost s Ichthyostegom, koja je glavni primjer prijelaznog fosila. S Darwinovom ribom srodna je riba s udovima i riječju 'evolve' te rukom koja drži ključ.
Retorički stručnjak Thomas Lessl ponudio je anketni upitnik imateljima amblema Darwinove ribe. Na temelju njihovih odgovora on interpretira ovaj simbol kao znanstveni "blackface", parodiju koja je jednim dijelom poruga, a jednim dijelom imitacija. Iako imatelji često objašnjavaju ovaj simbol kao prigovor protiv kreacionizma, Lessl sugerira da ovaj amblem predstavlja metaforu kulturnog napretka.
Darwinova je riba dovela do natjecanja u odbojničkim naljepnicama. Izrađen je dizajn u kojem veća "Isusova riba" proždire Darwinovu ribu. Ponekad veća riba sadrži slova koja izriču riječ "Truth" (hrv. Istina). Daljnji korak prikazuje dvije ribe od kojih jedna ima udove i oznaku "I evolved" (hrv. evoluirala sam), dok druga bez udova sadrži oznaku "You didn't" (hrv. ne, nisi). U drugoj pak inačici Darwinova riba ustima odnosi manju, mrtvu Isusovu ribu držeći je za njezin rep. Još jedna inačica jest riba "ixnay" (prema svinjskom latinskom za "nix" i paronimnim ΙΧΘΥΣ). Ostale inačice prikazuju ribu s natpisima "Evolution" ili "Darwin" kako guta ribu s natpisom "ΙΧΘΥΣ", "Jesus" ili "Truth". U drugoj inačica riba s natpisom "Science" (hrv. Znanost) guta ribu s natpisom "Myth" (hrv. Mit).

### Porijeklo
Godine 1983. dva prijatelja uključena u južnokalifornijske ateističke i slobodoumne pokrete, Al Seckel i John Edwards, zajednički su izradili dizajn Darwinove ribe, koji je prvi put rabljen na slobodoumnu listu naslovljenu "Darwin's Views on Religion" (hrv. Darwinovi pogledi na religiju) Ujedinjenih ateista 1984. godine. Zatim su ga kao odbojničke značke i na majicama kratkih rukava prodavali Ujedinjeni ateisti i ostale slobodoumne grupe, koji su tijekom 1980-ih dobili od Seckela i Edwardsa slobodnu dopusnicu za to. Chris Gilman, holivudski rekviziter, koji je tvrdio da nije vidio Seckelov i Edwardov dizajn, šalio se idejom o "reklamiranju" alternative "Isusove ribe" 1983. godine dok je radio u trgovini rekvizita u Hollywoodu sve dok se razgovor među zaposlenicima nije okrenuo k sudskom sporu u kojem se razmatralo poučavanje evolucije nasuprot kreacionizma. Odlučio je izraditi prve plastične automobilske ukrase 1988. godine, a 1990. godine pokrenuo je Evolution Design. Evolution design preselio se u Austin u Texasu 1994. godine.Riba Evolution Designa gledala je udesno, a u Seckelovu i Edwardsovu dizajnu gledala je ulijevo, nalik kršćanskom simbolu. Kada je Evolution Design osjetio rizik od gubitka svojih prava na dizajn, Evolution Design počeo je prijetiti da će tužiti tvorce sličnih amblema Darwinove ribe i nelicenciranih proizvoda. Nakon što ih je unajmio jedan od prodavača nelicenciranih proizvoda, Seckel i Edwards zauzvrat su tužili Evolution Design zbog kršenja autorskog prava. Seckel i Edwards nisu tražili tantijeme, već su tražili da Evolution Design dopusti slobodnu uporabu dizajna svakome koga su autorizirali. Seckel i Edwards smatrali su da u duhu parodije i slobodnog govora njihov dizajn prethodi Gilmanovu navodnu originalu iz 1988. godine. Tijekom postupka predočavanja dokaza Gilman nije uspio ponuditi nikakav dokaz da je on izradio dizajn tijekom 1980-ih (koji se u to vrijeme naširoko rasparčavao), dok su Seckel i Edwards mogli predočiti poštanskim markama označen materijal uz dodatne datirane materijale koji su prikazivali dizajn Darwinove ribe još iz 1983. godine. Spor je zaključen nakon što je postalo očito da Seckel i Edwards nisu prikladno zaštitili svoj dizajn.

## Riba Darwinova nagrada
Riba Darwinova nagrada prikazuje "mrtvu ribu" koja pluta trbuhom nagore, a unutar nje su ispisane riječi Darwin Award (hrv. Darwinova nagrada) kazujući tako da putem prirodne selekcije slabije prilagođeni izumiru.

## Jestiva riba
Jedna parodija simbola prikazuje ribu s riječju "Gefilte" (hrv. kosan, isjeckan) ispisanom slovima stiliziranim da nalikuju hebrejskim slovima. To je referencija na gefilte ribu, tipično jelo židovske kuhinje; rabljena na automobilu ona označava da je vozač automobila židov.
Druga parodija, koja se najčešće vidi u područjima nastanjenima ljudima norveškog porijekla, riba je koja sadrži riječ "Lutefisk".
Još jedna parodija na tu ribu prikazuje samo donju repnu peraju, a unutar ribe iščitava se "n'Chips" što je dosjetka na "Fish and Chips".
"Sushi" ispisan unutar ihtisa još je jedna slična inačica.

## Star Trek
"Ribu Trek" dizajnirao je Eugene "Rod" Roddenberry Jr., sin tvorca Zvjezdanih staza Genea Roddenberryja. Njegova je motivacija za to bila sljedeća:[nedostaje izvor]
Njezin dizajn evocira zvjezdani brod kakav se može vidjeti u istoimenu programu, s legendom "TREK" ispisanom unutar simbola.

## Pastafarijanizam
Logotip FSM-a, parodija ihtisa ili "Isusove ribe", sadrži osnovni oblik tijela ihtisa.
Zagovornici parodijske religije pastafarijanizma, koja je stvorena 2005. kao protest na odluku Kanzaškog ureda za obrazovanje kojom se zahtijeva poučavanje inteligentnog dizajna, dizajnirali su vlastitu inačicu ihtisa s karakterističnim "okrugličastim privjescima" Letećeg špageti čudovišta i očnim ograncima.

Drugi, složeniji dizajn prikazuje prije spomenutu "Isusovu ribu koja jede Darwinovu ribu" pri čemu Leteće špageti čudovište zauzvrat napada "Isusovu ribu".

## Cthulhu
Cthulhu je fiktivan divovski stvor, jedan od Velikih Starih iz Mita o Cthulhuu H. P. Lovecrafta. Često se citira zbog danih ekstremnih prikaza njegova izgleda, veličine i odbojnog terora koji izaziva. Cthulhu se često navodi u znanstvenofantastičnim i fantastičnim krugovima kao duhovita kratica za ekstreman horor ili zlo. On je također oslikan u parodiji na ihtis.

## Ostale ribe
Ove su parodije otvorile mnogo tržišnih niša za riblje simbole. Riba "viking" koja nosi štit i rogatu kacigu s dvama ihtisima na kraju koplja (među ostalim inačicama) prodaje se na majicama kratkih rukava i šalicama za kavu. Poklonici Zvjezdanih ratova mogu izabrati ribu "Yoda" koja ima dva vrška peraja sa svake strane tijela nalikujući Yodinim ušima. Postoje također budistički, hinduistički i neopaganski primjerci, a mnogo nereligijskih primjeraka proširilo se na politička, tehnička i druga područja uključujući sljedeće inačice: 666, Alien, Angler, Atheist, Bite-Me, Blow-Me, Budda, Card Shark, Cat, Cthulhu, Cyber Shark, Darwin, Dead Fish, Devil, Dinner, DNA, Dog, Enigma, Evolve, Fish Food, Fishn', Flying Spagehetti Monster, Freud, Geflite, Heathen, Hindu, Hooked Fish, Ixnay, Jeebus, Jesus (bez udova), Jesus Is Borg, Lawyer, Lutefisk, N'Chips, Pagan, Phish, Pirate, Prozac, Punk, Randi, Rasta, Reality Bites, Robot, Sales, Satan, Sci-Fi, Science, Scuba, Sinner, Ske?tic, Surfer, Sushi, Thor, Trek, Tuna, Vampyre, Veg, Viagra, Wiccan, Xanax, and Yoda.

## Artgemeinschaft
Njemačka grupa Artgemeinschaft, koja promiče rasistički neopaganizam, rabi registrirani simbol koji prikazuje orla koji hvata ribu ihtis.

## Više informacija
- evolucija riba